# The Apple Years 1968–75
The Apple Years 1968–75 ist die zweite CD-Box von George Harrison. Sie wurde am 19. September 2014 in Deutschland (Großbritannien: 22. September 2014, USA: 23. September 2014) veröffentlicht.
Die erste CD-Box The Dark Horse Years 1976–1992 wurde im Jahr 2004 veröffentlicht.

## Entstehungsgeschichte
Die Box The Apple Years 1968–75 umfasst alle sechs wiederveröffentlichten Studio-Alben im CD-Format von George Harrison, die auf dem Beatles-Label Apple Records erschienen sind. Alle Alben wurden von Paul Hicks, Gavin Lurssen und Reuben Cohen in den Lurssen Mastering Studios remastert und beinhalten, außer bei dem Album Electronic Sound, Bonustitel und sind auch separat erhältlich.
Die CDs befinden sich in aufklappbaren Papphüllen und sind den Covern der originalen Langspielplatten-Ausgaben nachempfunden. Das Doppelalbum All Things Must Pass enthält zusätzlich ein verkleinertes Poster der Originalausgabe. Den übrigen CDs ist jeweils ein 16-seitiges bebildertes Begleitheft beigegelegt, das Informationen von Kevin Howlett zum Album und die Liedtexte beinhaltet. Die CD befinden sich in Innencovern, das den Originalinnenhüllen des jeweiligen Vinylalbums nachempfunden ist. Das Design stammt von Darren Evans. Bedingt durch die Bonustitel enthält die Box alle Studioaufnahmen von George Harrison, die zwischen den Jahren 1968 und 1975 offiziell veröffentlicht worden sind.
Nicht enthalten ist das Live-Album The Concert for Bangla Desh sowie die Mono-Version des Albums Wonderwall Music. Auf der Box fehlen außerdem Lieder des Albums Early Takes: Volume 1, die teilweise bis zum Jahr 1975 aufgenommen wurden. Das Lied Isn’t It a Pity (Demo Version), das als Bonus-Downloadtitel mit dem Album Let It Roll: Songs by George Harrison erhältlich war, befindet sich ebenfalls nicht auf der Box.
Laut CD-Begleitheft des Albums Extra Texture (Read All About It) wurde der Bonustitel This Guitar (Can’t Keep from Crying) (Platinum Weird Version) im Jahr 1992 mit David A. Stewart aufgenommen, über zehn Jahre später wurde er durch Ringo Starr (Schlagzeug), Dhani Harrison (Gitarre) und Kara DioGuardi (Hintergrundgesang) musikalisch ergänzt. Somit ist er außerhalb des Zeitraums 1968 bis 1975 aufgenommen worden. Ähnlich verhält es sich mit dem Lied My Sweet Lord (2000), das im Jahr 2000 aufgenommen und erstmals als Bonustitel des Albums All Things Must Pass im Januar 2001 veröffentlicht wurde.
Das Lied Bangla Desh, das sich als Bonustitel auf dem Album Living in the Material World befindet, sowie die Bonuslieder der Alben Dark Horse und Extra Texture (Read All About It) wurden von Paul Hicks neu abgemischt.
Die Box enthält weiterhin eine DVD, eingelegt in einem 46-seitigen Hardcover-Buch im CD-Format. Im Begleitbuch wird Dhani Harrison als ausführender Produzent aufgeführt. Er erwähnt in der Einleitung, dass sein Vater im Jahr 2000 während der Remaster-Arbeiten am Album All Things Must Pass zu ihm sagte: “One day you’re gonna have to finish all this” (deutsch: ‚Eines Tages wirst du das alles fertigstellen müssen‘). Das sei laut seiner Aussage mit der Veröffentlichung der Box The Apple Years 1968–75 nun geschehen.

## Inhalt

### CDs
- Wonderwall Music
- Electronic Sound
- All Things Must Pass
- Living in the Material World
- Dark Horse
- Extra Texture (Read All About It)

### DVD
The Apple Years DVD
1. George Harrison – The Apple Years Feature (2014) – 7:27
2. All Things Must Pass (Bonus Feature in 2001 Album Package) – 8:03
3. The Concert for Bangladesh (EPK 2005) – 6:03
4. Give Me Love (Give Me Peace on Earth) (Video from Live in Japan, 1991) – 3:43
5. Miss O’Dell (Alternative Version in 2006 Deluxe Edition of Living in the Material World) – 2:31
6. Sue Me, Sue You Blues (Acoustic Version in 2006 Deluxe Edition of Living in the Material World) – 3:04
7. Living in the Material World (Feature in 2006 Deluxe Edition of Living in the Material World) – 3:34
8. Ding Dong, Ding Dong (Original Promo Video 1974) – 3:46
9. Dark Horse (Original 30-second Promotional Clip 1974) – 0:30

## Chartplatzierungen
| ChartsChartplatzierungen       | Höchstplatzierung | Wochen |
| ------------------------------ | ----------------- | ------ |
| Deutschland (GfK)              | 45 (1 Wo.)        | 1      |
| Vereinigte Staaten (Billboard) | 167 (1 Wo.)       | 1      |